# Macrorie
Macrorie es un pueblo canadiense situado en la provincia de Saskatchewan.

## Superficie
Macrorie tiene una superficie de 0,72 km².

## Demografía
En 2021, tenía 65 habitantes, una densidad poblacional de 90,8 hab./km², y 44 viviendas.